# Maria Eich
Maria Eich ist ein Augustinerkloster (früherer Name des Ordens: Augustinereremiten) mit Wallfahrtskirche nahe Planegg im oberbayerischen Landkreis München. Es ist zugleich ein amtlich benannter Gemeindeteil von Planegg.

## Geschichte

### Entstehung der Kapelle

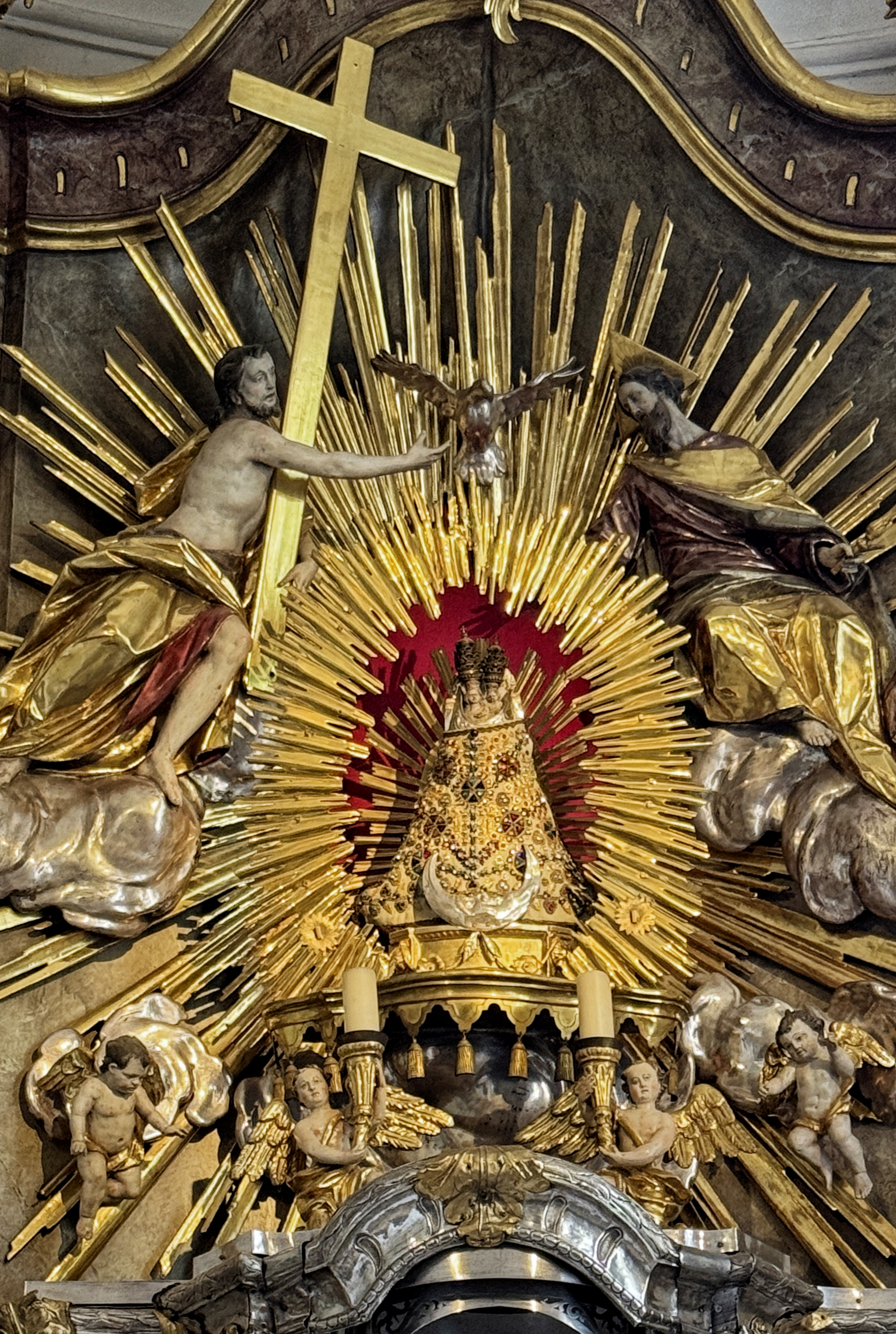
Gnadenbild in der Kapelle

Die Schmiedsöhne Franz und Kaspar Thallmayr aus Planegg stellten zwischen 1710 und 1712 ein Loreto-Marienbild in eine hohle Eiche. 1733 bewirkte die Genesung einer Taglöhnerin vom Planegger Hofbauern die Begründung einer Marienwallfahrt. Bereits 1734 war der Zulauf Hilfsbedürftiger so groß, dass eine Hütte errichtet wurde, die den Baum mit dem Gnadenbild umschließt. 1742 wurde ein gemauertes Kirchengebäude um die Eiche herum gebaut, welches am 18. Mai 1768 geweiht wurde. 1775 erhielt die Kapelle zwei Glocken (Töne Cis und D, erstere ist bis heute erhalten). Neben einer Erweiterung um zwei Seitenkapellen wurde 1780 an der Westseite ein Freialtar und eine Kanzel aufgestellt.
1745 wurde vom Planegger Gutsherr Baron von Ruffin eine Klause errichtet, die im Jahr 1790 ein zweites Stockwerk erhielt und anschließend bis 1804 auch die Planegger Schule beherbergte. Von 1746 bis etwa 1837 versahen insgesamt dreizehn Klausner neben ihrem Dienst als Mesner und Organist auch die Aufgabe des Schullehrers. Danach wurden keine Geistlichen mehr, sondern Weltliche als Mesner und Lehrer beschäftigt.
Überregionale Bedeutung erlangte Maria Eich, als der bayerische Kurfürst Max III. Joseph am 12. Oktober 1775 im Waldgebiet eine Parforcejagd veranstaltete. Ein gejagter Hirsch suchte bei der Kapelle Zuflucht. Als der Kurfürst das Gnadenbild sah, verschonte er das Tier. Zur Erinnerung an dieses Ereignis wurde nach dem Tod des Kurfürsten an der Kapelle eine Gedenktafel angebracht.
In den Jahren 1843 und 1846 wurden Freialtar und Kanzel auf die Ostseite verlegt. Auf der Wallfahrerstraße von München kommend wurden 1866 einige Kreuzwegstationen aufgestellt, welche 1930 vervollständigt wurden.

### Ausbau zum Kloster
Auf Wunsch von Kardinal Michael von Faulhaber übernahmen am 21. September 1953 die Augustinereremiten die Seelsorge am Wallfahrtsort und im nahegelegenen Waldsanatorium. Sie bauten von 1954 bis 1958 ein kleines Kloster an die bestehende Eremitenklause. Im selben Jahr wurde nach einem Plan von Michael Steinbrecher eine Wallfahrtskirche für Gottesdienste im Winter gebaut, die durch Weihbischof Johannes Neuhäusler am 8. Dezember 1958 eingeweiht wurde. Nach einer Vergrößerung 1966 wurde diese Kirche von 2007 bis 2008 umgebaut und neu gestaltet, am 16. November 2008 wurde der Altar durch Weihbischof Engelbert Siebler geweiht. Die Fenster der Kirche stammen von Johannes Schreiter, Carola Heine fertigte die Skulptur Madonna mit dem Jesuskind.
Im Herbst 2021 begannen Bauarbeiten zur Sanierung und Erweiterung des Klosters. Zusätzlich wurde der Wallfahrtsplatz saniert und ein Löschtank eingebaut. Die Gesamtkosten belaufen sich auf 6,5 Millionen Euro und werden von Augustinern, der Diözese und den anliegenden Gemeinden aufgebracht. Im Juni 2023 waren die Bauarbeiten abgeschlossen und es wurde zugleich das 70-jährige Jubiläum gefeiert.
Stand 2022 gehören zum Konvent Maria Eich drei Augustinerpatres und ein Bruder. Der Hauptgottesdienst am Sonntag wird von durchschnittlich 300 Menschen besucht.

## Die Eiche
Bereits die erste Kapelle umschloss die Eiche mit dem Gnadenbild und der Stamm wurde durch das Dach geführt. Am 13. August 1805 schlug ein Blitz in die über das Kirchendach hinausragende Eiche und zertrümmerte die Baumkrone. Das Dach wurde daraufhin geschlossen und der verbliebene Stamm mit Brettern verschalt.
Im Zuge des Umbaus in den 1950er Jahren wurde der Eichenstamm aus dem Kircheninneren in einen Rundbau hinter Hochaltar und Chor verlegt. Dort ist die Eiche wieder hinter Glas sichtbar und Pilger bringen in dem kleinen Raum Gnadengesuche an.

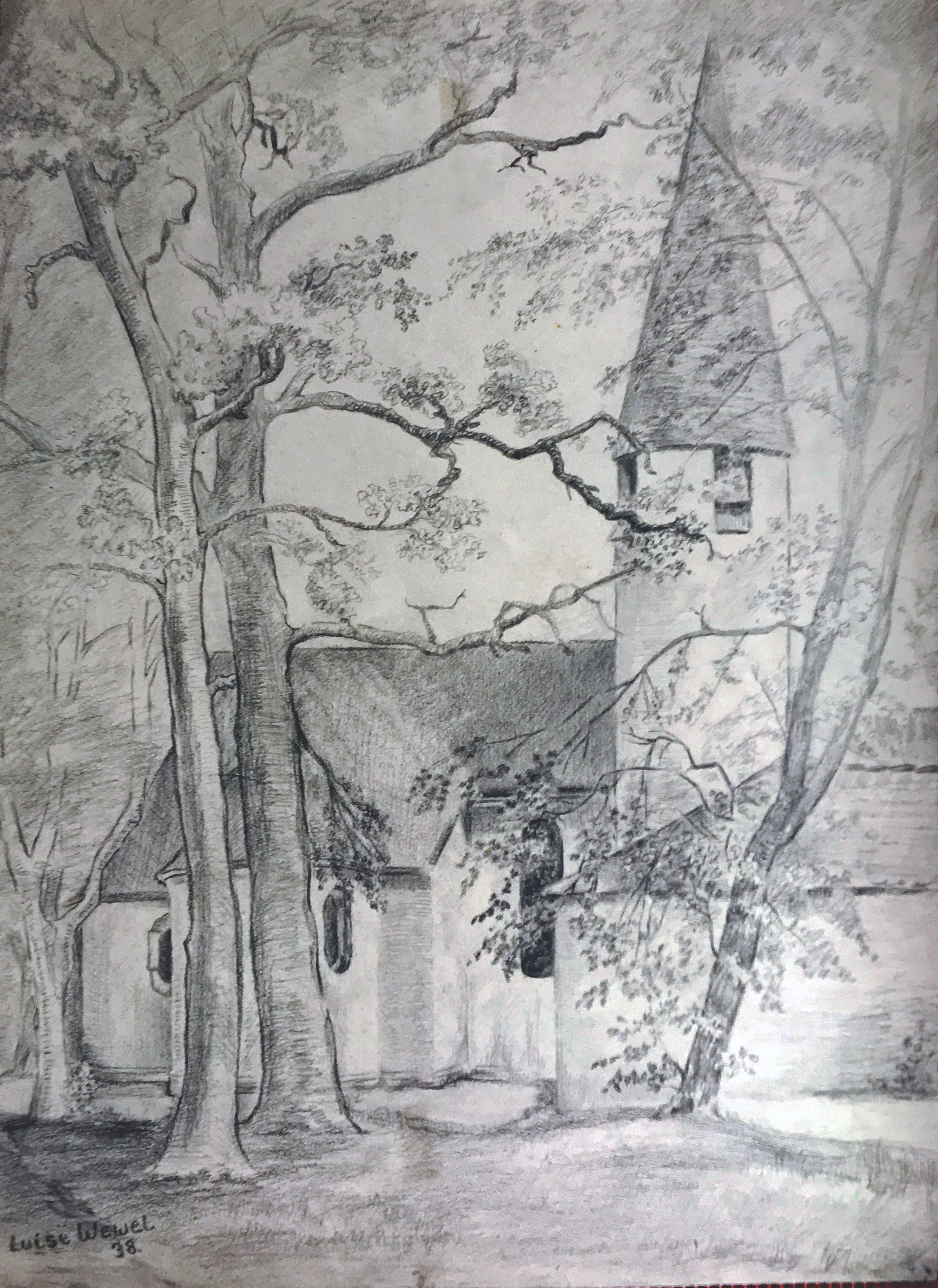
Maria Eich 1938. Zeichnung von Luise Wewel
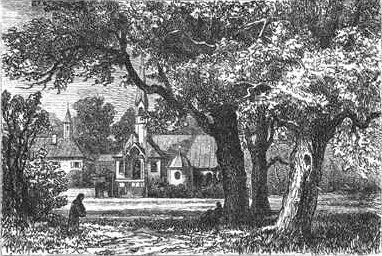
Holzstich von Hans Wolf, 1876
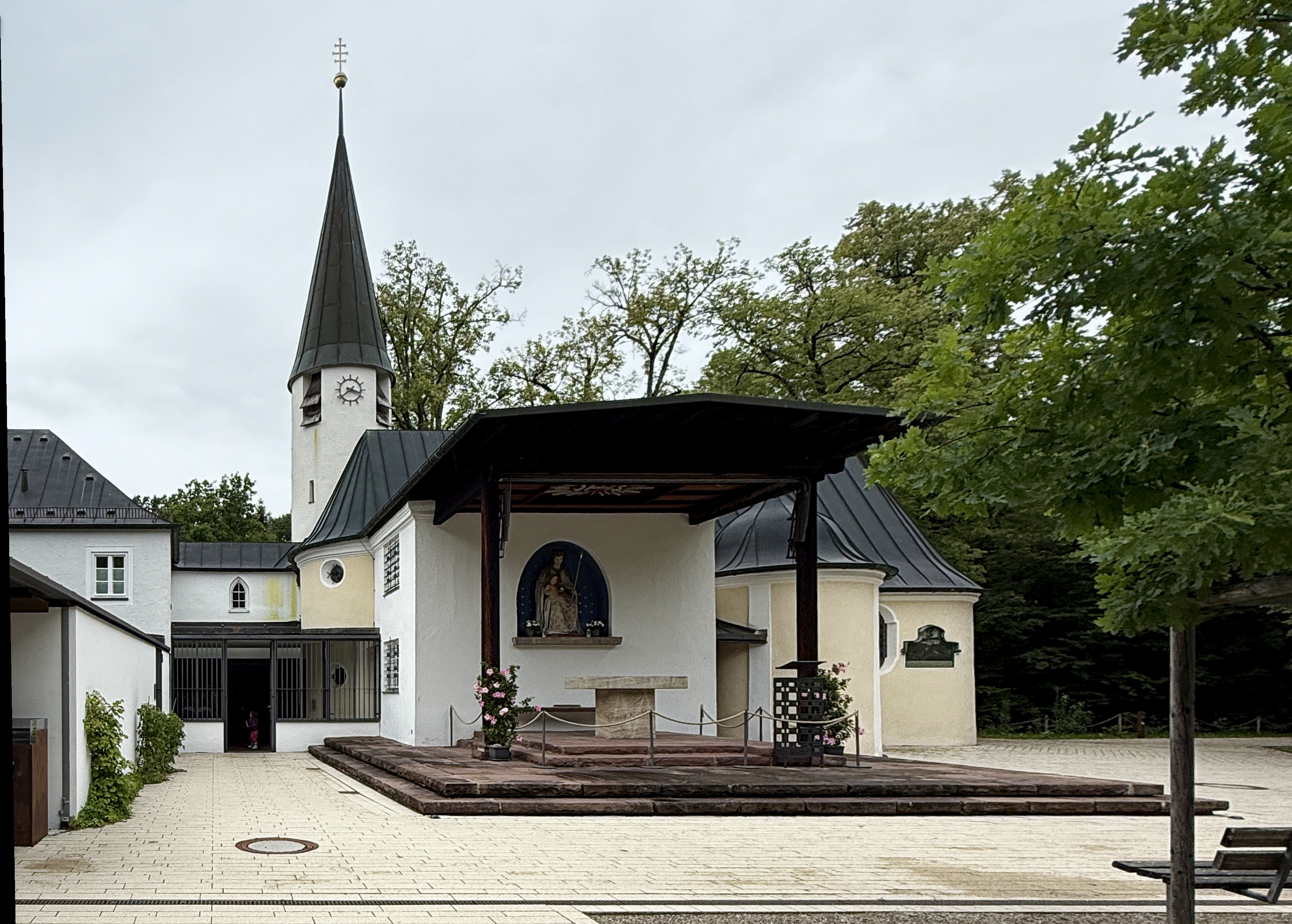
Freiluftaltar für große Wallfahrten
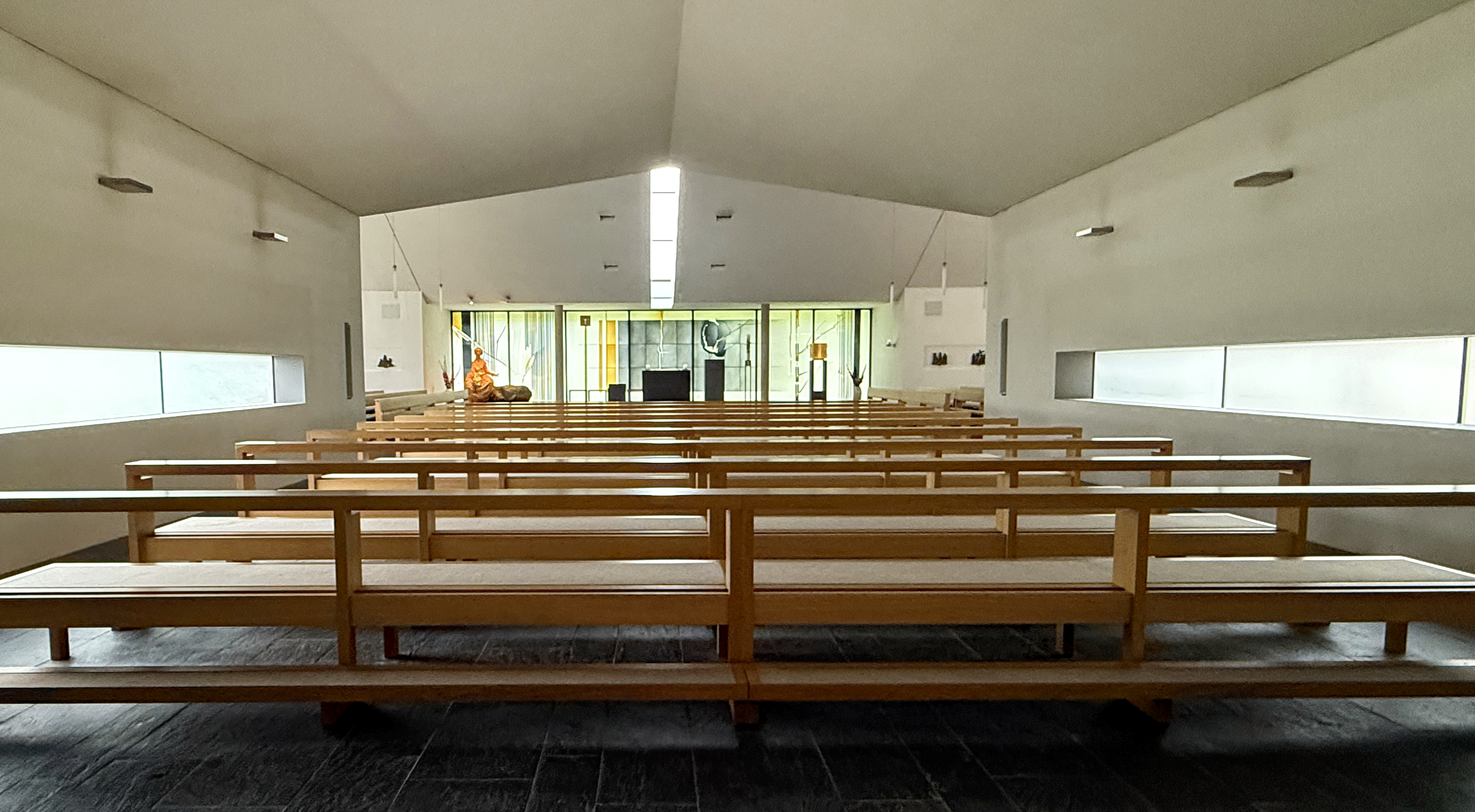
Wallfahrtskirche innen
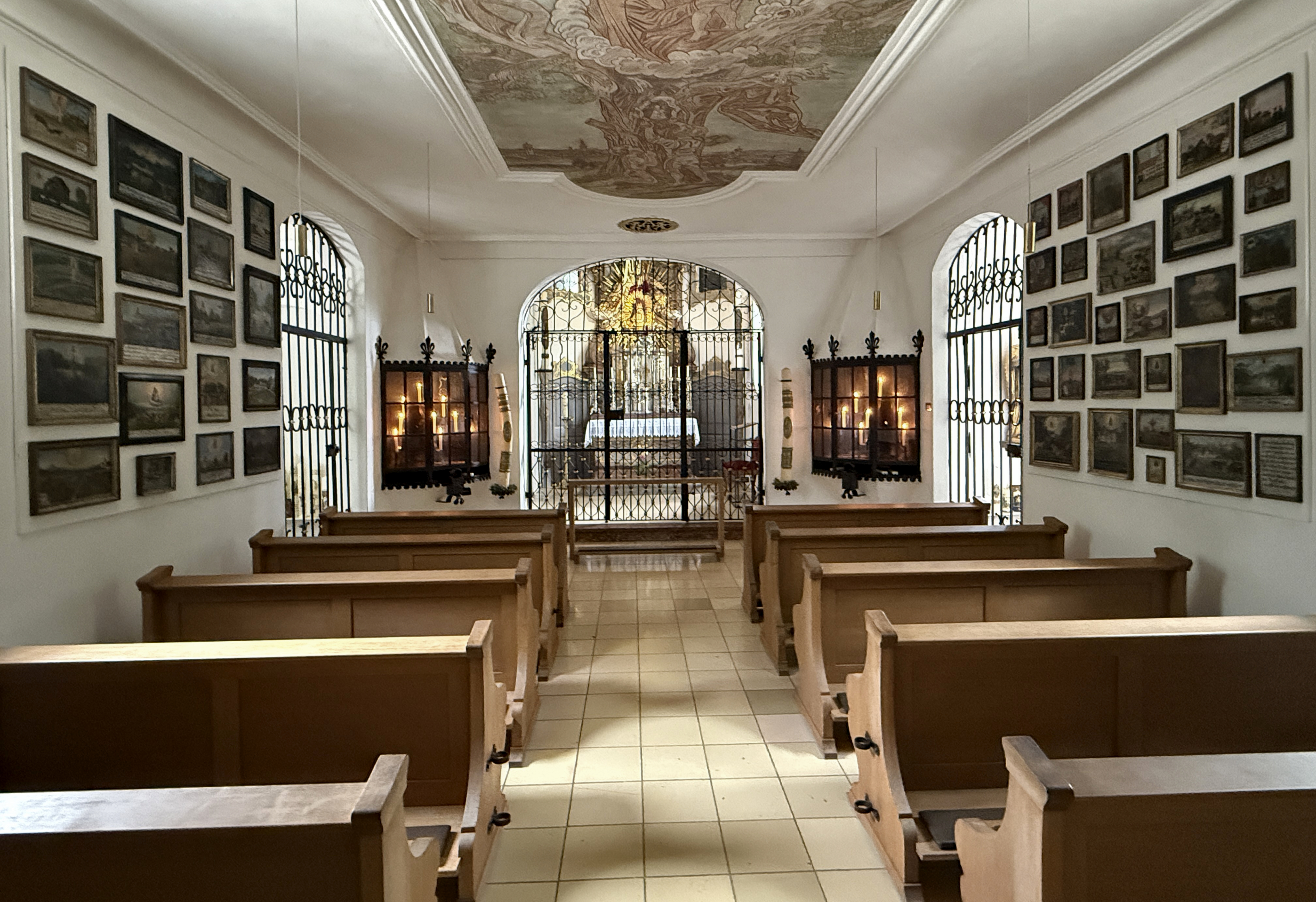
Gnadenkapelle
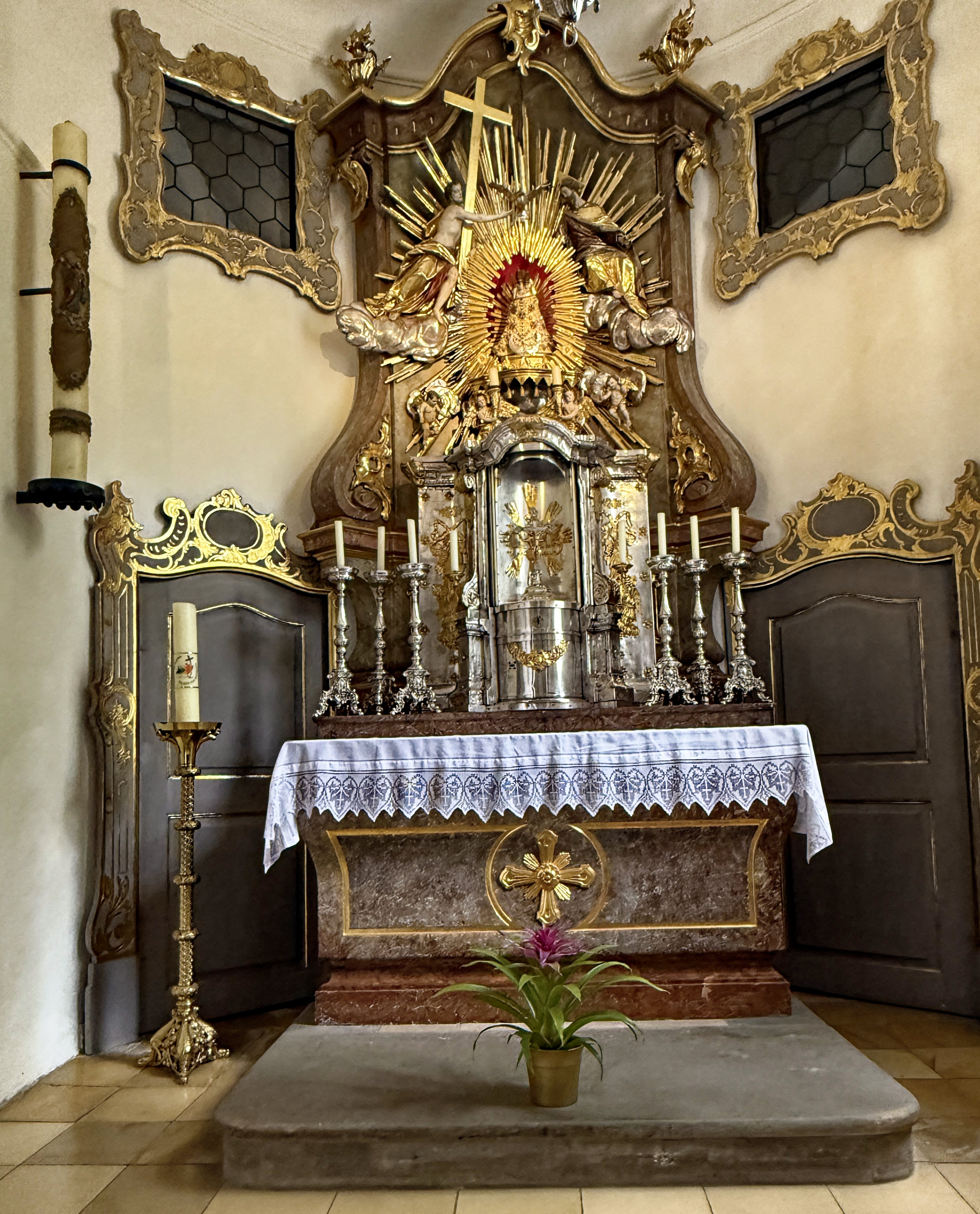
Hochaltar mit Gnadenbild
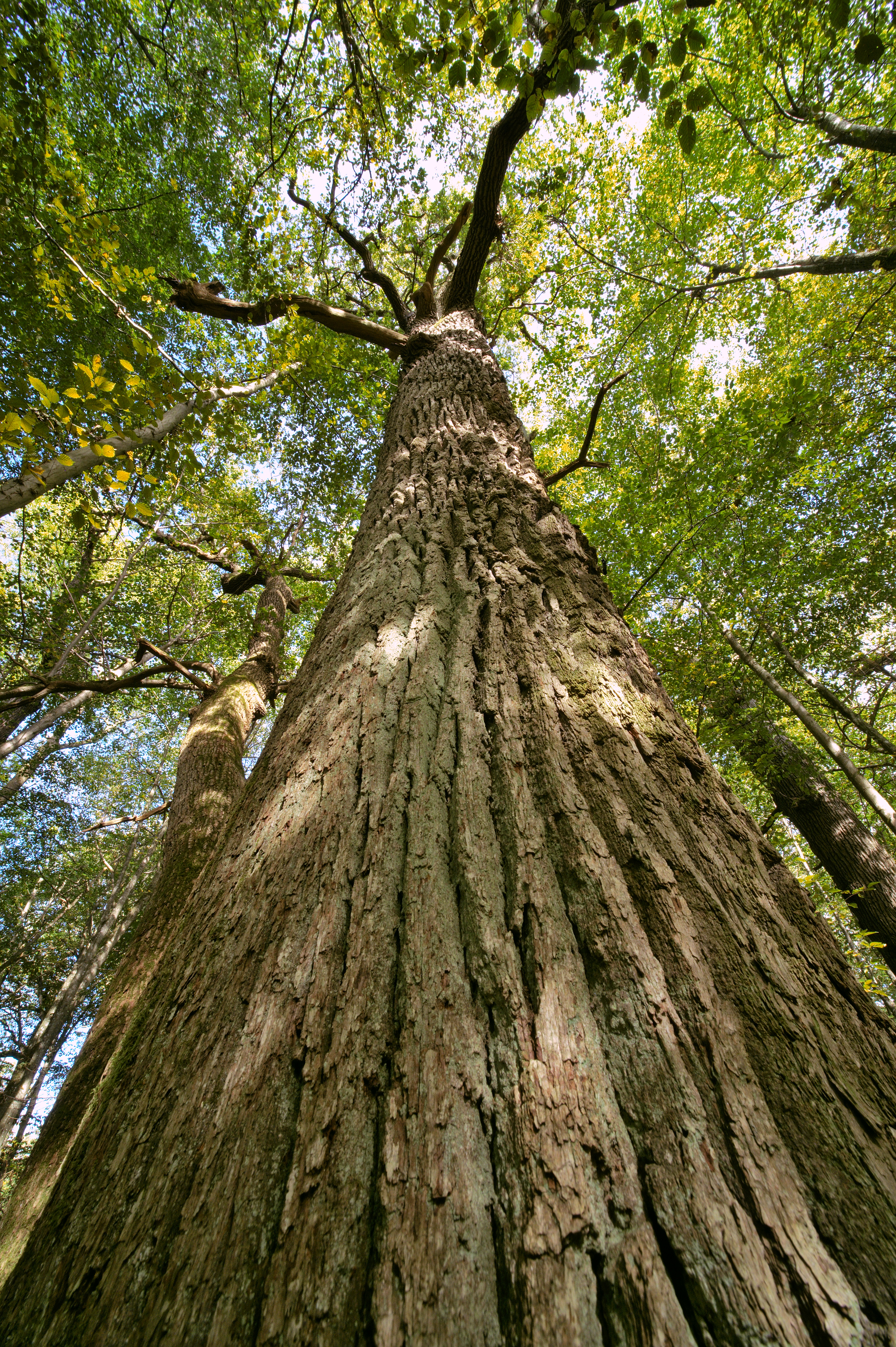
Eine der ca. 50 „Methusalem-Eichen“ im Klosterwald Maria Eich

## Wallfahrten
In den 1780er Jahren wurde der erste Höhepunkt der jungen Wallfahrt erreicht. An der Westseite der Kapelle wurden zwei Seitenkapellen und ein Freialtar mit Kanzel errichtet.
Im 19. Jahrhundert mehrten sich die Wallfahrten, vorwiegend aus dem Würmtal und aus München. Dafür wurde ein Kreuzweg gebaut, der in Sendling südlich von München begann und in Maria Eich endete. 1930 wurde dieser Weg aufgegeben und die vierzehn Kreuzwegbilder entlang des neu errichteten Wallfahrtswegs von Lochham bis Maria Eich aufgestellt. Nachdem vier der Bilder entwendet worden sind, werden die verbliebenen seit den 1960er-Jahren in der Kapelle aufbewahrt.
Im Jahr 1932 wurde die Kapelle umgestaltet. Der einst neugotische Turm sowie der Freialtar wurden neu gestaltet und im Hintergrund thront eine Madonna mit Jesuskind aus Sandstein. 2010 fanden erneut Bauarbeiten an dem Kloster und dem Freialtar statt, bei denen sowohl der Klosterladen neu gestaltet, als auch ein bislang fehlender Gemeinderaum errichtet wurde. Während des Umbaus fanden die Gottesdienste an einem provisorischen Holzaltar statt.
Seit dem Attentat im Jahr 1980 auf dem Münchner Oktoberfest pilgerte Willy Heide (gest. 2011), der ehemalige Sprecher der Wiesnwirte, jährlich im September von seiner nahegelegenen Planegger Gaststätte nach Maria Eich. Er stiftete hier eine Votivkerze und bat um günstiges Wetter für die Zeit des Volksfests. Diese Tradition wird von seiner Familie fortgesetzt.

## Klosterwald Maria Eich

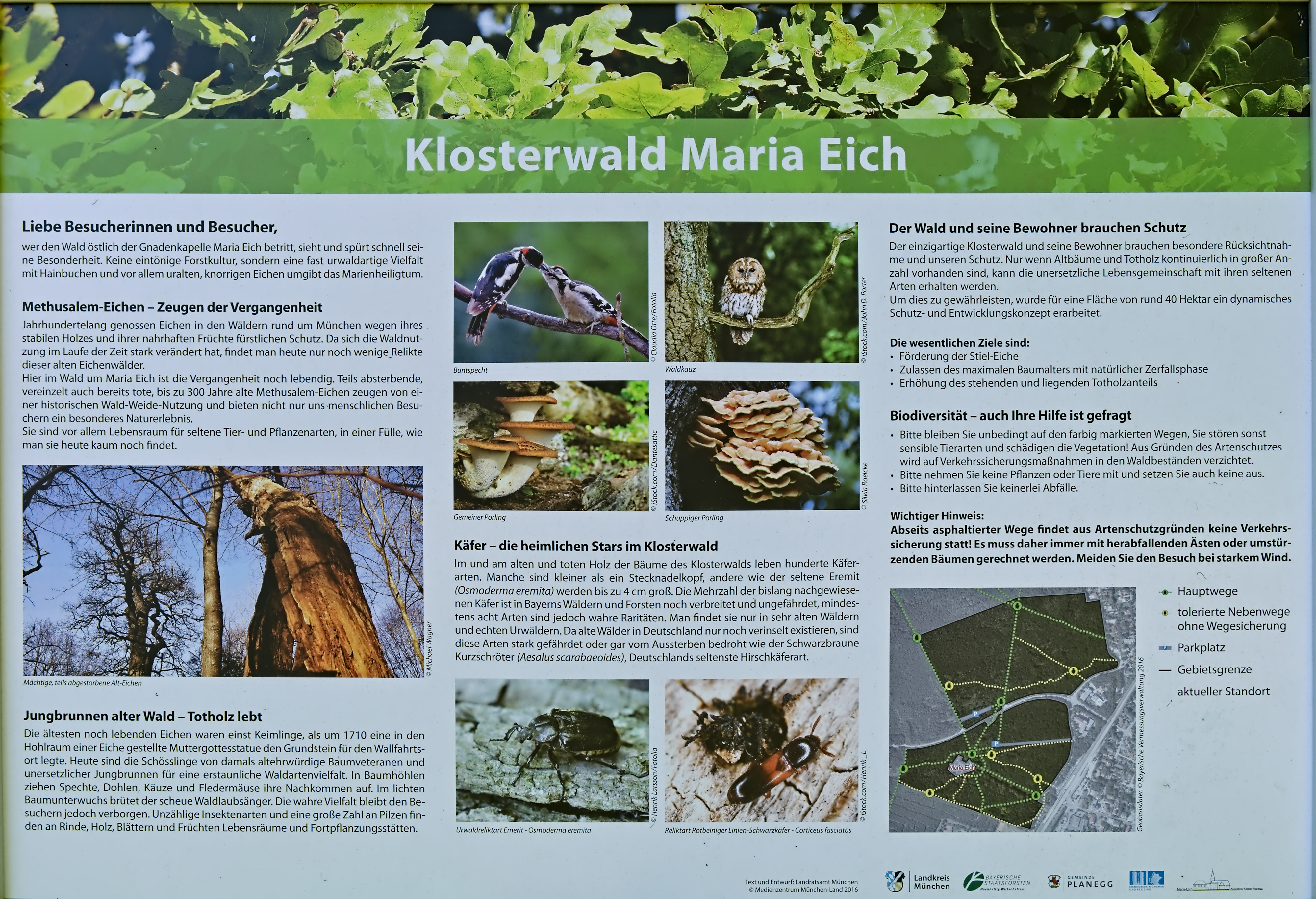
Eine der Informationstafeln, die 2016 im Rahmen des Projektes „Eremiten im Klosterwald“ errichtet wurden

Die Anlage ist von einem etwa 40 ha umfassenden Eichen-Hainbuchen-Wald umgeben, dem Klosterwald Maria Eich. Der Klosterwald wird von der Kreisstraße M21 durchschnitten.
Etwa 50 Exemplare der Eichen in der Waldregion rund um die Wallfahrtskirche sind rund 250 bis 300 Jahre alt; diese werden als „Methusalem-Bäume“ bezeichnet. Viele davon sind in einem schlechten Zustand, weisen aber noch ein Restleben in den Kronen auf; ein Drittel ist bereits abgestorben. Diese Bäume bzw. Baumrelikte stellen wertvolle Lebensräume dar. Im Rahmen einer Artenvielfaltsuntersuchung im Jahr 2015 wurden im Klosterwald 238 xylobionte Käferarten nachgewiesen, darunter 88 Arten der Roten Listen und acht Arten, die nur in sehr alten und besonders totholzreichen Wäldern vorkommen, darunter der Eremit und der Schwarzbraune Kurzschröter.
Zum Schutz, dem Erhalt und der Entwicklung des Kosterwaldes Maria Eich hat sich eine Projektallianz aus den Bayerischen Staatsforsten, dem Forstbetrieb der Erzdiözese München und Freising, den Brüdern des Augustinerklosters Maria Eich, dem Landkreis München und der Gemeinde Planegg zusammengefunden und eine Projektskizze „Eremiten im Klosterwald“ mit zahlreichen Maßnahmen erarbeitet. Das Konzept wurde 2016 mit dem 2. Platz des Biodiversitätspreises des Bayerischen Naturschutzfonds ausgezeichnet. Im selben Jahr wurden im Projektgebiet Tafeln zur Information und Lenkung der Besucher aufgestellt. Im Mai 2019 wurde das Projekt in die „UN-Dekade Biologische Vielfalt“ aufgenommen. Im Januar 2023 begann das Fällen von Bäumen, die den bedrohten Käfern als zukünftiger Lebensraum dienen sollen. Ein hiergegen gerichteter Protest von Greenpeace wurde vom Forstamtsleiter als substanzlos zurückgewiesen.